# Chiesa di San Martino Vescovo (Alseno)
La chiesa di San Martino Vescovo è la parrocchiale di Alseno, in provincia di Piacenza e diocesi di Piacenza-Bobbio; fa parte del vicariato della Val d'Arda.

## Storia
L'originario luogo di culto fu costruito in epoca medievale, sicuramente prima del vicino castello; benché non si conosca con certezza l'anno esatto di edificazione del tempio, secondo lo storico Campi esso sarebbe stato eretto nel 1023 per volere del marchese Adalberto II Pallavicino, committente nel 1033 anche dell'abbazia di Santa Maria di Castiglione, alle cui dipendenze sarebbe stata posta la cappella di Alseno.
La chiesa di San Martino de Seno, citata nel 1337 nel resoconto di una visita compiuta da monaci benedettini, nel 1443 fu ricostruita in forme gotiche e nel 1487, in occasione della sua assegnazione in commenda a Daniele Birago, fu sottoposta a lavori di restauro.
L'edificio fu parzialmente modificato nel 1763, sopraelevando al livello dell'adiacente via Emilia il pavimento interno e gli spazi esterni e conseguentemente interrando la base di tutte le strutture.
Negli anni novanta si provvide ad adeguare la parrocchiale alle norme postconciliari.

## Descrizione

### Esterno
La facciata a capanna della chiesa, rivolta a sudest, presenta centralmente il portale d'ingresso, preceduto dal pronao sorretto da quattro colonne, e sopra una nicchia ospitante una statua di San Martino Vescovo, mentre ai lati vi sono due lesene.
Annesso alla parrocchiale è il campanile a base quadrata, la cui cella presenta su ogni lato una monofora a tutto sesto ed è coronata dalla guglia piramidale a pianta circolare.

### Interno
L'interno dell'edificio si compone di un'unica navata, sulla quale si affacciano le cappelle laterali e delle nicchie e le cui pareti sono scandite da pilastri tuscaniche sorreggenti i costoloni che abbelliscono le volte a crociera; al termine dell'aula si sviluppa il presbiterio, rialzato di due gradini, ospitante l'altare maggiore e chiuso dall'abside di forma semicircolare.